# 1758 в Україні

## Особи

### Народились
- 3 лютого Софроній Опуський (1758—1836) — український церковний діяч, священик-василіянин.
- 23 лютого Капніст Василь Васильович (1758—1823) — український поет, драматург і громадсько-політичний діяч.
- Аршеневський Василь Кіндратович (1758—1808) — український релігійний діяч, просвітитель Тверської Карелії та Московії. Професор вищої математики.

### Померли
- 2 січня Скоропадський Михайло Васильович (1697—1758) — генеральний підскарбій, член Правління гетьманського уряду (1741—1758) та член Генеральної військової канцелярії.
- 17 березня Іоанн (Козлович) (1703—1758) — український церковний діяч, духовний письменник.
- 28 квітня Геннадій (Андрієвський) (? — 1758) — перекладач, поет, ректор Псковської слов'яно-латинської школи, єпископ Костромський і Галицький.
- Горленко Яким Іванович (1686—1758) — Генеральний хорунжий в 1729—1741 роках, наказний гетьман в 1737—1741 роках, Генеральний суддя в 1741 та в 1745—1758 роках, значний військовий товариш (1715—1725 рр.), бунчуковий товариш (1725—1729 рр.)
- Федір Мирович (? — 1758) — український військовий і державний діяч, сподвижник гетьманів Івана Мазепи і Пилипа Орлика. Генеральний бунчужний (1707—1710); Генеральний осавул (1710—1711).
- Нахимовський Федір Іванович (1689—1758) — український політичний діяч, дипломат (1715—1755). Соратник Пилипа та Григорія Орликів.
- Дем'ян Васильович Оболонський (? — 1758) — Генеральний бунчужний (1741—1752 рр.), Генеральний осавул (1752—1757 рр.) та Генеральний суддя (1756—1758 рр.)

## Засновані, зведені
- Попівська сотня
- Кармелітська друкарня (м. Бердичів)
- Собор Антонія і Феодосія (Васильків)
- Покровська церква (Кожанка)
- Церква Успіння Пресвятої Богородиці (Збараж)
- Гракове (Чугуївський район)
- Козачі Лагері (Олешківський район)
- Перше Травня (Обухівський район)